# Birgitta Nordström

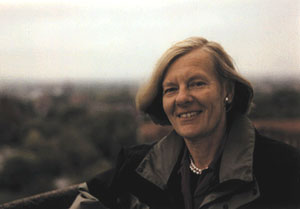
Astronomen Birgitta Nordström

Ingrid Birgitta Nordström är en svensk astronom, född 1942 i Stockholm, verksam i Danmark. Sedan 1972 arbetar hon vid Niels Bohr-institutet vid Köpenhamns universitet, senast som biträdande professor. Hon disputerade år 1970 vid Stockholms universitet.
Hennes forskning handlar främst om Vintergatans kemiska sammansättning, uppmätt genom att uppskatta halter av olika grundämnen i stjärnors atmosfärer. Ett stjärnkartläggningsprojekt som hon lett, hamnade högt på en rankinglista över välciterade artiklar 2007.
År 2001 var hon med i ett forskningslag som upptäckte en av de då äldsta kända stjärnorna i Vintergatan. Sedan 2015 är hon knuten till Dark Cosmology Center (DARK) vid Köpenhamns Universitet och Stellar Astrophysics Center (SAC) vid Århus Universitet i Danmark.